# Parco nazionale del Ruaha
Il parco nazionale del Ruaha (in inglese Ruaha National Park), istituito nel 1964, è il primo parco naturale della Tanzania per estensione. Copre una superficie di circa 10.000 km², situata nell'interno della Tanzania, vicino alla città di Iringa.
Le difficoltà di accesso, soprattutto in passato, hanno fatto sì che l'area sia rimasta praticamente incontaminata per vari secoli.

## Territorio
Il parco trae il proprio nome dal fiume Great Ruaha, che costituisce il confine orientale del parco,  ed è famoso per le sue gole spettacolari.

## Fauna
Il parco ospita tutti i rappresentanti della fauna selvaggia africana: elefanti, bufali, zebre, gnu, antilopi, giraffe, facoceri, scimmie e, naturalmente, leoni, leopardi, ghepardi, licaoni e iene.

Presso il fiume sono facilmente avvistabili numerosi esemplari di coccodrilli e ippopotami.

Il parco ospita oltre 370 specie diverse di volatili, alcuni dei quali non sono presenti in altre zone della Tanzania.

## Storia
Nel 2024, la Banca Mondiale ha annunciato di voler sospendere i finanziamenti al Parco nazionale del Ruaha a seguito di alcune denunce di abusi dei diritti umani nell'area.

## Strutture ricettive
Ecomiche e adatte a viaggiatori che non hanno pretese sono le bandas, casette installate in un'area del parco controllata dai rangers.
- Chris Fox's Mwagusi Safari Camp
- Ruaha River Lodge.